# کنراد امیل بلوخ
کنراد امیل بلوخ (آلمانی: Konrad Emil Bloch؛ زاده ۲۱ ژانویه ۱۹۱۲ درگذشته ۱۵ اکتبر ۲۰۰۰) یک زیست شیمیدان اهل آلمان بود.
شهرت این دانشمند بزرگ بخاطر دستاوردهای وی در خصوص مکانیزم‌های کلسترول و اسیدهای چرب است و به همین دلیل نیز جایزه نوبل پزشکی را سال ۱۹۶۴ دریافت کرد.